# Монгольское завоевание Си Ся
Монгольское завоевание Си Ся — боевые действия между Монгольской империей и государством Си Ся, завершившиеся разгромом тангутской державы и включением её территории в состав монгольского государства.

## 1205 год
В конце 1205 года монголы в первый раз напали на западные районы Си Ся и разорили ряд небольших тангутских городов и крепостей. Набегом командовал Елюй Ахай. Это была удачная для Чингисхана проба сил: набег показал слабость врага, и принёс богатую добычу — качественно иную, чем та, которую монголы захватывали у кочевников.

## 1207 год
В 1207 году Чингисхан участвовал в походе на Си Ся лично, и поставил перед своими войсками задачу уничтожения тангутского государства. Двигаясь прямо на юг по территории Си Ся, монголы достигли гор Хэланьшань, и здесь были блокированы тангутскими войсками. Всю зиму 1207—1208 годов они грабили окрестности, но добиться значительного военного успеха не смогли. Из этого похода монголы привели множество пленных — в том числе ремесленников и военных специалистов, которые помогли монголам освоить способы взятия укреплённых городов.

## 1209 год
Весной 1209 года монголы в третий раз пошли войной на тангутов. Из двух больших сражений одно закончилось победой монголов, второе — победой тангутов. Победив, тангуты не проявили решимости закрепить и развить успех, поэтому в октябре 1209 года монголы впервые появились под стенами столицы Си Ся — города Чжунсина. Началась длительная осада. Тангутский правитель обратился за помощью к правителю чжурчжэньского государства Цзинь, но правительство Цзинь в грубой форме отказало Си Ся в помощи.
Монголы решили затопить Чжунсин и, согнав огромные массы народу, запрудили протекавшую там реку. Из-за обильных дождей вода прибывала прямо на глазах, но неожиданно прорвала плохо построенную плотину, и вместо Чжунсина затопленным оказался монгольский лагерь. Начались переговоры о мире.
По тангутско-монгольскому договору 1210 года тангутский правитель признавал свою зависимость от монголов, и обещал «быть правой рукой Чингисхана» (то есть участвовать в его походах и войнах). Тангутская принцесса Чахэ была отдана в жёны Чингисхану. В соответствии с этим договором, в 1214 году тангутам пришлось принять участие в войне монголов против Цзинь.

## Уничтожение Си Ся
В 1218 году Чингисхан отправился в Западный поход, и по дороге решил получить от тангутов войска в состав своей армии, но государь Си Ся отказал ему, причём отказ в довольно оскорбительной форме выразил его полководец князь Аша-Гамбу: «Не имеешь силы — так незачем и ханом быть!». Монголы осадили Чжунсин. Император Цзунь-сян покинул город и перенёс свою резиденцию в Силян, а столицу оставил оборонять наследника престола. Тангуты оборонялись успешно, осада затянулась. В итоге Чингисхан не стал штурмовать город, снял осаду и ушёл на Запад, пообещав расправиться с тангутами по возвращении из похода.
В отсутствие Чингисхана монголы Центрального улуса были поставлены тангутским государем перед фактом разрыва отношений: весной 1224 года он разослал тангутские посольства «ко всем племенам к северу от песков… с предложением заключить союз против монголов». Монгольские войска предприняли поход к городу Шачжоу на западе Си Ся, но месячная осада закончилась для монголов неудачей. Зато другой корпус монголов, под командованием Болу и Лю Хэйма, разбил в поле у города Иньчжоу тангутскую армию, которая потеряла убитыми и пленными несколько десятков тысяч человек. Тогда же, осенью 1224 года, Иньчжоу был взят монголами, а появившиеся сообщения о возвращении Чингисхана окончательно подорвали надежду на восстание монгольских племён, с которыми пытались договориться о союзе тангуты.
В феврале 1225 года Чингисхан вернулся с войсками из Средней Азии, и тангутский правитель попытался договориться о мире, но условия оказались неприемлемыми для тангутов: монголы потребовали отдать в заложники наследника престола. Когда тангуты отказались, Чингисхан припомнил им всё — от укрывательства его врагов до отказа дать вспомогательные войска в 1218 году. Весной 1226 года Чингисхан лично повёл войска на тангутов.
Первым, в марте 1226 года, пал город Хара-Хото, его защитники и население были перебиты. Летом пал крупный тангутский город Сучжоу, его население было уничтожено, спаслось только 106 семей. От Сучжоу монголы пошли в центр Си Ся — к городу Ганьчжоу, который был быстро взят. Несмотря на сопротивление, его жителей пощадили: гарнизоном командовал Цзюйе Целюй, а его сын Чаган был приёмным сыном Чингисхана, командиром личного тумена великого хана, поэтому после взятия города Чаган замолвил слово за простой народ, и Чингисхан приказал казнить только 36 человек, руководивших обороной города.
К концу 1226 года ситуация для тангутов стала катастрофической: засуха лета 1226 года губила население, смерть правителя внесла смятение в управление страной, города и округа один за другим брались монголами, а город Лянчжоу был сдан его командующим Ва Чжацзэ вообще без боя. В ноябре 1226 года монголы подошли к Линчжоу, куда на помощь осаждённым подошла тангутская армия под командованием Вэймин Лингуна. 23 ноября произошло генеральное сражение, в котором тангуты потерпели полное поражение, и монголы подошли к столице Си Ся — Чжунсину.
В декабре 1226 года началась осада Чжунсина, продолжавшаяся около года. Вся остальная территория Си Ся к этому времени была уже под контролем монголов, которые занимались истреблением тангутов. Летом Чингисхан ушёл отдыхать в горы Люпаньшань, дав на раздумье правителю Си Ся один месяц.
В августе 1227 года Чингисхан тяжело заболел. Неизвестно точно, перед смертью Чингисхана или уже после неё последний государь Си Ся решил сдаться на милость победителя — разные источники пишут об этом по-разному. Достоверно, что он был убит, а в Чжунсине монголы устроили резню. Тангутское государство перестало существовать.

## В культуре
Завоевание Си Ся описывается в романах Василия Яна «Чингиз-хан» и Исая Калашникова «Жестокий век».